# Ługi (powiat strzelecko-drezdenecki)
Ługi (niem. Lauchstädt) – wieś w Polsce położona w województwie lubuskim, w powiecie strzelecko-drezdeneckim, w gminie Dobiegniew przy drodze krajowej nr 22.
W 1947 roku, w ramach akcji "Wisła" w Ługach osiedlono ludność łemkowską, zamieszkałą wcześniej w Mochnaczce. Współcześnie Łemkowie stanowią ok. 30% mieszkańców wsi, a co roku odbywa się tu festiwal muzyki łemkowskiej "Watra".
W latach 1975–1998 miejscowość należała administracyjnie do województwa gorzowskiego.

## Zabytki
Do wojewódzkiego rejestru zabytków wpisane są:
- kościół ewangelicki (obecnie parafialna prawosławna cerkiew pw. Zaśnięcia Przenajświętszej Bogurodzicy), z 1899 roku
  - cmentarz kościelny.